# Pontonides sympathes
Pontonides sympathes är en kräftdjursart som beskrevs av De Ridder och Lipke Bijdeley Holthuis 1979. Pontonides sympathes ingår i släktet Pontonides och familjen Palaemonidae. Inga underarter finns listade i Catalogue of Life.